# Aphyculus astanovi
Aphyculus astanovi är en stekelart som beskrevs av Svetlana N. Myartseva 1983. Aphyculus astanovi ingår i släktet Aphyculus och familjen sköldlussteklar.
Artens utbredningsområde är Turkmenistan. Inga underarter finns listade i Catalogue of Life.